# 고바야시 요시유키
고바야시 요시유키(일본어: 小林 慶行, 1978년 1월 27일 ~ )는 일본의 전 축구 선수이자 현 축구 지도자로 과거 도쿄 베르디, RB 오미야 아르디자, 가시와 레이솔, 알비렉스 니가타에서 미드필더로 활동했으며 현재 제프 유나이티드 지바의 감독을 맡고 있다.

## 구단 경력
1999년 J1리그의 베르디 가와사키(도쿄 베르디)에 입단하였다. 2004년에 천황배 우승을 차지하였다. 2005년까지 156경기에 나서 10득점을 넣었다. 2006년 오미야 아르디자로 이적했다. 2009년부터 2012년까지 가시와 레이솔와 알비렉스 니가타에서 뛰었다.

## 지도자 경력
2023년 제프 유나이티드 지바의 감독으로 취임하였다.